# ملك إسماعيل
ملك إسماعيل (1936 -2021)، إعلامية ومذيعة مصرية، شغلت عدة مناصب منها رئيس القناة المصرية الأولى، ومستشار ونائب رئيس التلفزيون.

## ولادتها ونشأتها
ولدت ملك في القاهرة في 26 مارس 1936، والتحقت بالعمل في التلفزيون المصري قبل تخرجها من كلية الآداب من قسم صحافة. وكانت من أوائل المذيعات اللواتي نزلن بكاميرات التلفزيون إلى الشارع، لرصد القضايا الاجتماعية. وتعتبر من الأوائل الذين ساهموا فترة طويلة في تقديم البرامج لحوالي 30 عاماً في التلفاز المصري واشتهرت في برنامج سلوكيات الذي عالج بعض المشاكل الاجتماعية في المجتمع المصري وكذلك برنامج على الطريق.

## وفاتها
توفيت ملك إسماعيل مساء يوم الجمعة 12 مارس 2021 عن عمر ناهز 84 عاماً متأثرة بتداعيات إصابتها بفيروس كورونا.